# 瑪歌查塔·迪德克
瑪歌查塔·迪德克（波蘭語：Małgorzata Dydek，1974年4月28日—2011年5月27日），通稱瑪歌·迪德克（波蘭語：Margo Dydek），是波蘭職業籃球運動員，身高7英尺2英寸（2.18），是世界上最高的女性職業籃球運動員，曾在多支WNBA球隊擔任中鋒，並在昆士蘭籃球聯賽的北方巫師隊擔任教練，並在1999年被授予波蘭金十字勳章，2019年入選FIBA名人堂。

## 出身
瑪歌·迪德克於1974年4月28日出生於波蘭華沙，她的父親身高6英尺7英寸（2.01）、母親身高6英尺3英寸（1.91），她的姊姊卡塔芝娜·迪德克，曾效力於科羅拉多爆炸隊，身高6英尺7英寸（2.01），妹妹瑪塔·迪德克身高6英尺6英寸（1.98），在西班牙職籃界發展。

## 個人生活
迪德克已婚，育有兩子，分別於2008年和2010年出生。

## 逝世
2011年5月19日，身懷第三胎的迪德克心臟停止，送醫後一直沒有恢復意識，同月27日逝世

## 外部連結
- 瑪歌·迪德克在fiba.basketball（英语）
- 瑪歌·迪德克在archive.fiba.com（archived）（英语）
- 瑪歌·迪德克在WNBA（英语）
- 瑪歌·迪德克在Basketball-Reference.com（WNBA）（英语）
- 瑪歌·迪德克在Basketball-Reference.com（國際）（英语）
- 瑪歌·迪德克在Eurobasket.com（球員）（英语）
- 瑪歌·迪德克在Proballers（英语）
- 瑪歌·迪德克在FIBA名人堂（英语）
- 瑪歌·迪德克在Olympics.com（英语）
- 瑪歌·迪德克在Olympedia（英语）
- 瑪歌·迪德克在Polish Olympic Committee (archived)（波兰语）
- Interbasket.net: Margo Dydek （页面存档备份，存于）